# Norbert Hofmann (labdarúgó)
Norbert Hofmann (Mannheim, 1972. január 1. –) német labdarúgó-középpályás.